# Gorgonidium cardenasianum
Gorgonidium cardenasianum är en kallaväxtart som först beskrevs av Josef Bogner, och fick sitt nu gällande namn av Eduardo G. Gonçalves. Gorgonidium cardenasianum ingår i släktet Gorgonidium och familjen kallaväxter.
Artens utbredningsområde är Bolivia. Inga underarter finns listade.